# Salix rectispica
Salix rectispica är en videväxtart som beskrevs av Takenoshin Nakai och Björn Floderus. Salix rectispica ingår i släktet viden, och familjen videväxter. Inga underarter finns listade i Catalogue of Life.